# Dirk Martens
Theodoricus Martinus (1446-1534) (Theodoricus Alustensis, Dieryck Martens, Thierry Martens) (Aalst, 1446 - Aalst, 2 de maio de 1534), foi um impressor, humanista e editor flamengo que fundou a primeira oficina tipográfica na Bélgica, onde imprimiu três livros, dois deles sobre os amores de Enea Piccolomini, que mais tarde se converteu no papa Pio II. Editou obras de vários humanistas tais como Thomas More (Utopia, 1516) e Erasmo de Roterdão (Elogio da Loucura, 1515).

## Biografia
Era filho de Joos Martens e Johanna de Proost, que também tinha duas filhas: Johanna e Margareta. Dirk nasceu e foi criado em Lange Zoutstraat, em Aalst, onde estudou no colégio da abadia da Irmandade Guilhermita, onde passou seus últimos dias, e a cuja instituição ele doou sua biblioteca. Em Treviso, perto de Veneza, trabalhou com o humanista Gerardus de Lisa (falecido em Aquileia, 1499), que era natural da mesma região. 
Em 1473, retornou a Aalst e junto com Johan van Westfalen (1440-1501), abriu a primeira oficina de impressão do país. que funcionou até 1492. Entre 1475 e 1485, supõe-se que Dirk Martens tenha sido importador de livros da Espanha. Entre 1492 e 1529, ele fundou novos oficinas de impressão em Antuérpia, entre 1492 e 1497 e depois entre 1502 e 1512; e Lovaina, entre 1498 e 1501 e depois novamente entre 1512 e 1529. Foi o primeiro editor da obra Utopia de Thomas More, tendo editado também a primeira carta de Cristóvão Colombo sobre o Novo mundo.
Alguns eruditos tendem a identificá-lo com um Teodorico Aleman, que obteve privilégios régios para a comercialização de livros na Espanha, (Sevilha, 25 de dezembro de 1477), e parece ter estado em Múrcia em 1478.
Dirk tentava vender os livros pelo preço mais barato possível, principalmente, na Universidade Velha de Lovaina, onde ganhou certa popularidade.  Ele chegou a produzir uma quantidade tão grande de livros, quando antes apenas as pessoas ricas podiam adquiri-los.
Os livros de Martens foram vitais para a difusão dos estudos humanísticos no período de fundação do Colégio Trilíngue de Lovaina, pois de sua oficina saíram as primeiras gramáticas em grego e em hebraico, além de inúmeros dicionários. Em junho de 1524, Martens deixou seus negócios para o seu filho Pieter Martens, porém, este veio a falecer em outubro ou novembro desse mesmo ano. 
Após a sua morte, a cidade de Aalst sofre uma revolta, como parte da Guerra da Independência, os rebeldes são presos, mas os arquivos e Biblioteca de Martens foram consumidos pelas chamas, entre os dias 22 e 23 de abril de 1582. O campus da Universidade Católica de Aalst é chamado Dirk Martens.  Em 2005, ele conseguiu a 36.ª classificação entre os belgas mais famosos.

## Algumas publicações
- Lucubratiunculae, de Erasmo, publicado em 15 de fevereiro de 1503, e novamente em 6 de novembro de 1509
- Panegyricus ad illustrissimum Principem Philippum, de Erasmo de Roterdão, 1504
- Utopia, de Thomas More, janeiro de 1512
- Dicionário latino-holandês
- Carta de Cristóvão Colombo
- Aristófanes, o Platão dos gregos
- Aristotelis praedicamenta, de Aristóteles (em 2004, a Biblioteca Real Belga, num leilão realizado em Londres, pagou quase 100 mil euros por esta obra de Aristóteles).
- Opuscula varia, Juan Luis Vives, Lovaina, 1519
- Traduções de Luciano, feitas por Erasmo, 14 de agosto de 1512
- De ratione studii, Erasmo de Rotterdam, 24 de setembro de 1512
- Tabula in grammaticen hebraeam, de Nicolau Clenardo (1493-1542)